# Зграда Управе фондова у Београду
Зграда Управе фондова се налази у Београду, на Тргу Републике, представља непокретно културно добро као споменик културе од великог значаја.
Од 1952. године зграду користи Народни музеј у Београду.

## Историјат
По пројекту архитеката Николе Несторовића и Андре Стевановића, зграда је подигнута 1903. године, на месту старе кафане Дарданели, за потребе Управе фондова државне хипотекарне банке. У време када је подигнута, зграда Управе фондова представљала је један од најранијих банкарских објеката код нас, после зграде Народне банке из 1889. године. Проширена је 1930. године доградњом атријума и крила према улици Лазе Пачуа, по пројекту арх. Паровића. Оштећена је у Другом светском рату, после рата обновљена, али јој је тек конзерваторско-рестаураторским радовима из 1964–1966. према нацртима архитеката Александра Дерока, Петра Анагностија и Зорана Петровића, враћен првобитни изглед, чиме су задовољене тадашње потребе и извршена адаптација за потребе Народног музеја.

## Архитектура
Грађена је као четворострана затворена палата са покривеним атријумом и има приземље и два спрата. Конципирана је еклектички са доминацијом неоренесансних елемената. Монументалност главне фасаде овог објекта остварена је симетричним академским решењем, којим доминира улазна партија са удвојеним стубовима и раскошним необарокним кубетом, као и полихромно обрађеним фасадним платнима с богатом декоративном пластиком неоренесансног порекла. Обрада фасада изведена је у зонама. Приземље је у рустици, а спратови су решавани тако да се висином оба нивоа протежу стубови централног ризалита и широке лизене бочних. Зграда се завршава атиком и куполама изнад сва три ризалита.
Украсне декорације на фасадама и у унутрашњости грађевине радио је Фрања Валдман, док су декоративне сликарске радове извели Бора Ковачевић и Андрија Доменико.
Зграда Народног музеја представља репрезентативан пример јавних палата у београдској архитектури с краја 19. и почетка 20. века, а заузима и значајно место у стваралачком опусу ауторског тима Стевановић - Несторовић.